# مخطوطة م س م 500 في مكتبة مورغان

غزالان وكبشان جبليان

المخطوطة م س م 500 في مكتبة مورغان (بالإنجليزية: Morgan Library, MS M.500) هي مخطوطة مزخرفة من القرن الثالث عشر لكتاب منافع الحيوانات لابن بختيشوع (980-1058). كُلف بنسخها في عامي 1297-1299 من السلطان المغولي غازان. وهي مكتوبة باللغة الفارسية، وتُعد أحد أقدم الأمثلة المعروفة على الأسلوب الحضري لبلاط الإلخانيين المغولي، إلى جانب تاريخ جهانجوشاي الذي يعود تاريخه إلى عام 1290. وهي الآن موجود في مكتبة بيربونت مورجان [الإنجليزية] في نيويورك.

## معلومات أساسية
مخطوطة منافع الحياة هي واحدة من أقدم المخطوطات المصورة التي بقيت من عهد غازان. وتشير بيانات النسخ إلى أنها كُتبَت في مراغة بإيران في عام 699 أو 697 هـ. وقد أُلف النص الأصلي في بغداد. وبعد ذلك ترجم عبد الهادي بن محمد بن محمود بن إبراهيم المراغي المخطوط إلى الفارسية بناءً على أمر الحاكم المغولي لإيران غازان (حكم 1295-1304). من المرجح أن تكون هذه النسخة هي النسخة الأصلية التي لا تزال محفوظة في مكتبة بيربونت مورجان في نيويورك.

## لوحات فنية
تتميز لوحات المخطوطة "منافع حيوان" بأسلوب مميز. وتُصور حيوانات تقع وسط سمات المناظر الطبيعية المنمقة. لا يتم رسم الأشجار والمياه بشكل مباشر من الطبيعة، بل إنها تتكون من نباتات منمقة يتم وضعها في نمط زخرفي على السيقان. بالإضافة إلى ذلك، فإن غالبية المنمنمات الموجودة في مكتبة مورجان مؤطرة، ويتم تصوير النباتات الخلفية بقدر ضئيل من الطبيعية. تعكس معظم اللوحات الأنماط العربية والريفية السابقة، لكن العديد منها يعرض أيضًا ميزة جديدة، وهي التأثير الصيني.

## لوحات على الطراز العربي
يتكون الأفق في الشكلين 1-2 من أرض عشبية فقط، وتُظهر الخلفية أشجارًا منمقة بالإضافة إلى الطيور، والتي كانت شائعة في اللوحات العربية السابقة. ومع ذلك، فإن أجساد الحيوانات في كلا اللوحتين مرسومة بأسلوب صيني أكثر طبيعية وخطية.

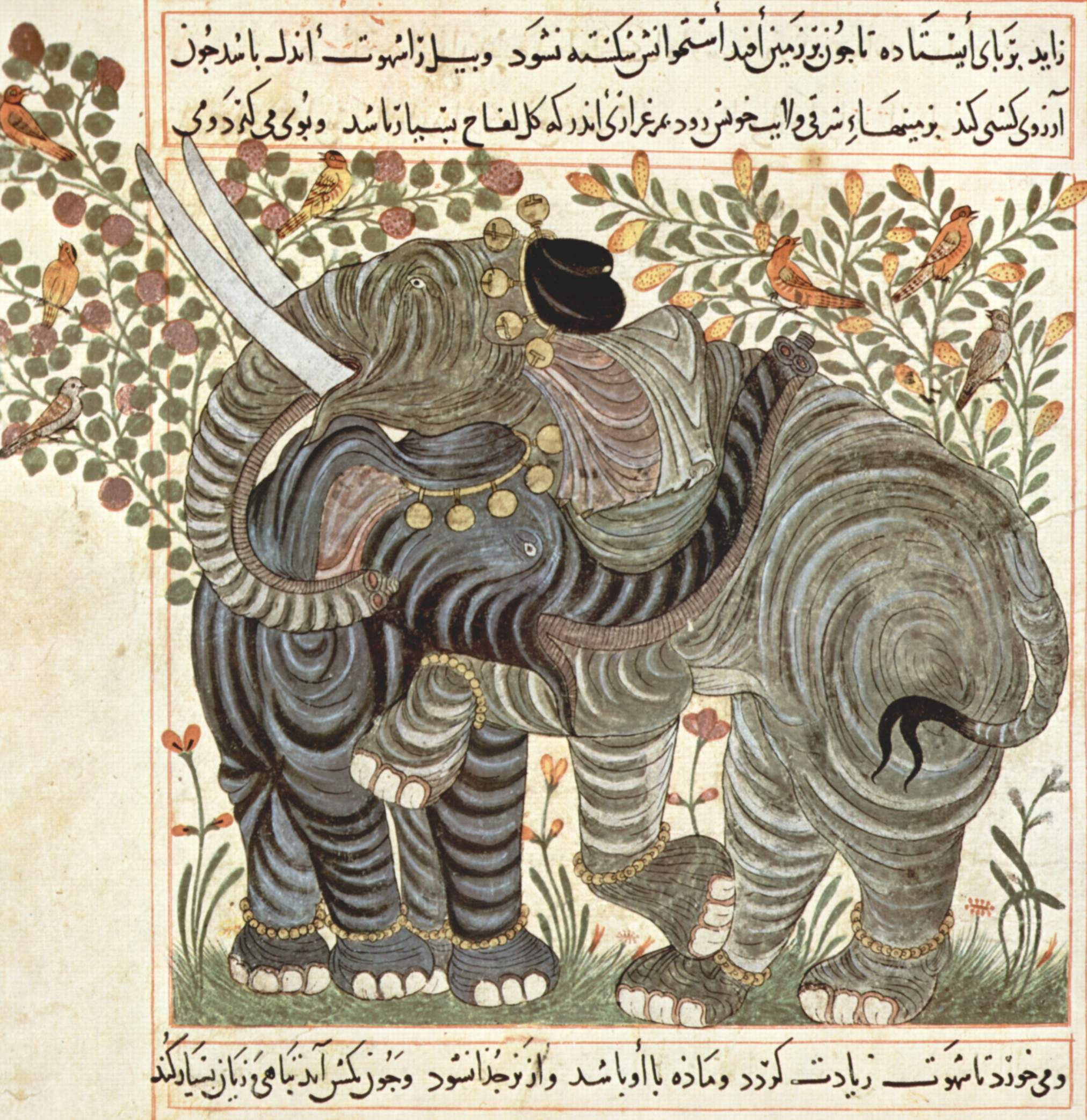
الشكل 1. فيلان، حيوان منافعي في الخلفية، طيور في نباتات مزهرة، من رسم ابن بختيشوع، 1295. مكتبة ومتحف مورغان، نيويورك
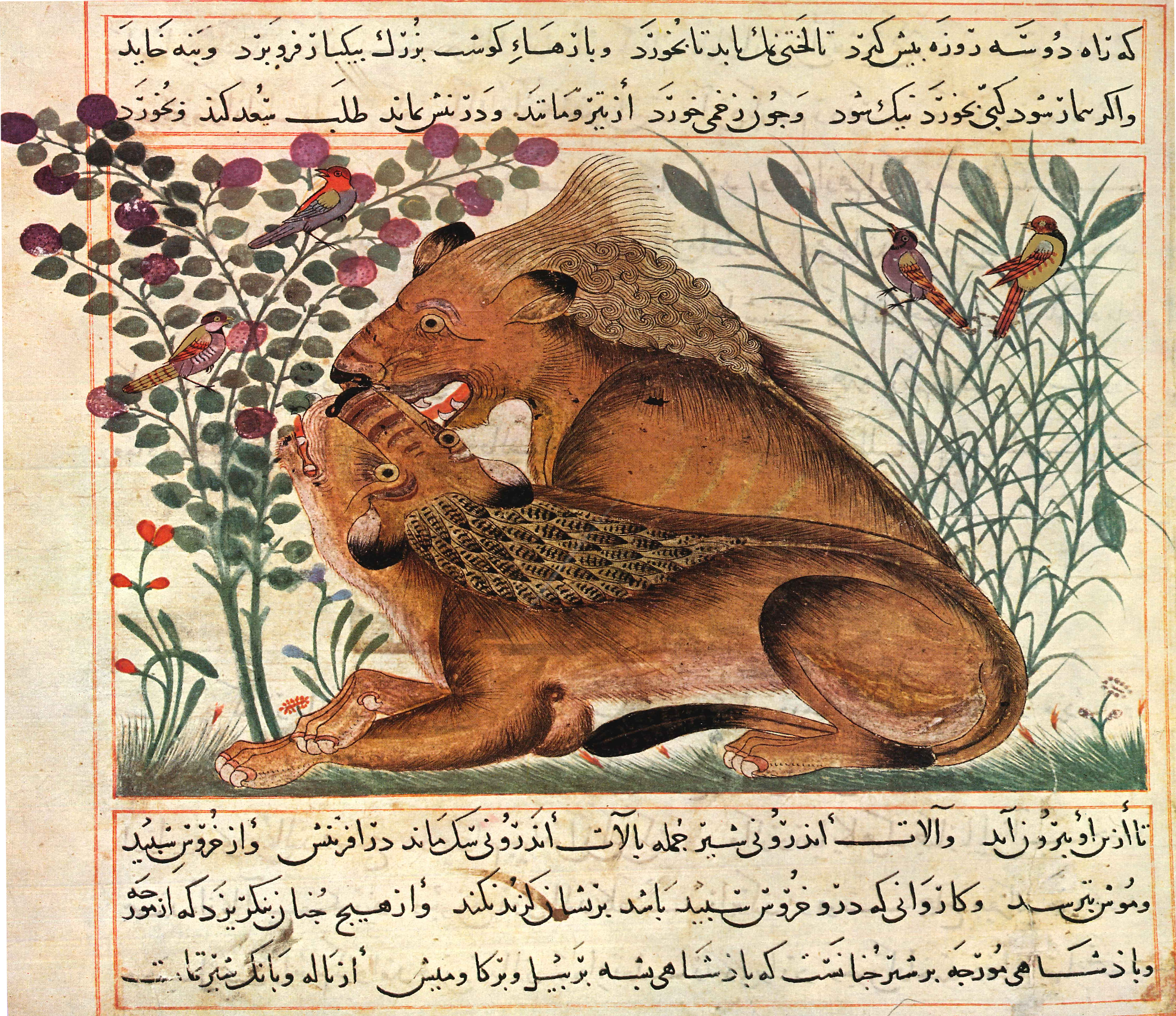
الشكل 2. أسد جالس خلف لبؤة مستلقية، من كتاب "منافع الحيوان" لابن بختيشوع، مراغة، 1298

## النفوذ الصيني

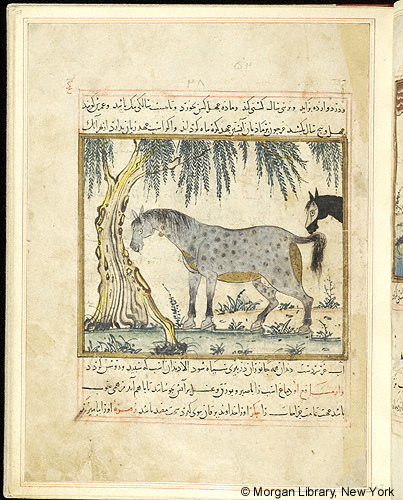
الشكل 3. فرس يتبعها فحل، يقفان تحت شجرة الصفصاف، من منافع الحيوان، مراغة، 1297-1299

بدأ الرسم الفارسي الآن باستخدام تقنية كانت شائعة سابقًا في الصين حيث يقطع الإطار عناصر داخله، كما لو كان ينظر من خلال نافذة. يمكن العثور على مثال على ذلك في لوحة "فرس يتبعها فحل"، من " منافع الحيوان"، 1297-1299، مراغة. (الشكل 3). وعلى عكس اللوحات العربية السابقة، فإن الإطار الآن يقطع المشهد عن المشاهد. ويشمل التأثيرات الصينية الأخرى استخدام آفاق متعددة والتصوير التفصيلي لجذع الشجرة المعقودة.

## قراءة إضافية
- الشيخ، س.ز (2017). التأثير الصيني في الرسوم التوضيحية للمخطوطات الفارسية. دولي مجلة البحوث متعددة التخصصات والحالية ، 5 . (ص 860-861)
- الكتاب: باسل غراي، الرسم الفارسي، 1930 (ص 20-23)

## روابط خارجية
- مكتبة ومتحف مورغان، MS M. 500